# Мехов, Фридрих
Фридрих Вильгельм Александер фон Мехов (нем. Friedrich Wilhelm Alexander von Mechow, 9 декабря 1831, Любань — ум. ок. 1890) — немецкий исследователь Африки и путешественник, коллекционер.

## Биография
Фридрих Вильгельм Александер фон Мехов окончил кадетский корпус, служил офицером в прусской армии. Участник австро-прусско-итальянской войны 1866 года и франко-прусской войны 1870-71. Во время битвы при Вёрте (1870) был тяжело ранен. Окончательно отставил воинскую службу в звании майора в 1874 году.
С 1873 по 1875 год Мехов участвует в первой немецкой экспедиции в королевство Лоанго под руководством Пауля Гюсфельда. Второе своё большое путешествие он совершил между 1879 и 1882 годами в Анголу, где исследовал среднее течение реки Кванго. Мехов здесь открыл водопад Кайзера Вильгельма, поднялся по реке вплоть до порогов Кингунши, однако поставленной цели — дойти до реки Конго — не достиг.
Мехов собрал большие африканские коллекции. Отобранные им животные и птицы в 1882 году были доставлены в Берлин, где изучались и классифицировались Жаном Луи Кабанисом (в 1882-84, публикации в «Журнале орнитолога») и послужили основой для работ Антона Райхенова в 1901-01 годах о птицах Африки.

## Публикации
- Mechow: Kartenwerk meiner Kuango-Expedition. 28 Blätter. Berlin